# Wind Ridge
Wind Ridge es un lugar designado por el censo ubicado en el condado de Greene en el estado estadounidense de Pensilvania. En el Censo de 2010 tenía una población de 215 habitantes y una densidad poblacional de 26,39 personas por km².

## Geografía
Wind Ridge se encuentra ubicado en las coordenadas 39°54′40″N 80°25′55″O / 39.91111, -80.43194. Según la Oficina del Censo de los Estados Unidos, Wind Ridge tiene una superficie total de 8.15 km², de la cual 8.15 km² corresponden a tierra firme y (0%) 0 km² es agua.

## Demografía
Según el censo de 2010, había 215 personas residiendo en Wind Ridge. La densidad de población era de 26,39 hab./km². De los 215 habitantes, Wind Ridge estaba compuesto por el 99.53% blancos, el 0% eran afroamericanos, el 0% eran amerindios, el 0% eran asiáticos, el 0% eran isleños del Pacífico, el 0% eran de otras razas y el 0.47% pertenecían a dos o más razas. Del total de la población el 0% eran hispanos o latinos de cualquier raza.